# The Mirage
The Mirage era un hotel casinò situato a Las Vegas, nel Nevada, il suo indirizzo era 3400 Las Vegas Blvd South. La struttura era dotata di un collegamento con il vicino edificio Treasure Island, un altro hotel casinò della stessa catena.

## Storia
L'edificio venne completato nel 1989 e inaugurato nello stesso anno da Steve Wynn ed è stato di proprietà della Mirage resort fino al 2000, anno in cui la società si fuse con la MGM Grand Hotel Inc. dando vita alla MGM Mirage, che ne era divenuta proprietaria.
La costruzione dell'edificio costò circa 630 milioni di dollari americani (all'epoca fu un record, in seguito superato).
Wynn era convinto di poter restituire il denaro chiesto in prestito e utilizzato per la costruzione in un periodo di 7 anni, in realtà Wynn riuscì a scrollarsi di dosso tutti i debiti in appena 18 mesi.
All'epoca della sua costruzione era il più grande albergo della città, e il primo dei cosiddetti megaresort di Las Vegas, molte strutture nelle sue vicinanze sono nate su imitazione del The Mirage.
L'hotel Mirage chiuse il 15 luglio 2024. Le operazioni di gioco terminarono nella prima mattinata del 17 luglio e l'intera proprietà fu chiusa lo stesso giorno, poco dopo le 11:00. Dopo la chiusura, incominciarono le operazioni di demolizione dell'intero stabile, volte a permettere la realizzazione di un nuovo hotel di Hard Rock di cui si prevede l'apertura per il 2027.

## L'albergo
Il The Mirage era dotato di 3 044 stanze ed era stato costruito con il tema portante della Polinesia e dell'arte polinesiana. All'esterno della struttura si trovava un parco caratteristico per le sue 1200 palme e la riproduzione di un vero e proprio vulcano alto più di 16 metri dalle cui pendici si riversavano a cascata 119.000 galloni d'acqua al minuto. Tutte le sere dopo il tramonto ogni 15 minuti il vulcano simulava un'eruzione con tanto di lava e vere fiamme. Questo spettacolare evento era presente sin dall'apertura del resort pertanto vantava di essere il primo show gratuito della Strip. Sull'onda di questo successo nacquero in seguito le battaglie dei pirati al Treasure Island e le fontane del Bellagio.
La notte del 3 febbraio 2008 lo storico vulcano del Mirage diede sfogo alle sue fiamme per l'ultima volta. In seguito infatti fu smantellato e sostituito da una sua replica nettamente più grande.
All'interno dell'edificio erano presenti anche diversi ristoranti che cucinano cibi secondo le ricette di diverse cucine internazionali, i più conosciuti sono: Japonais, STACK, Fin, Kokomo's, Onda Ristorante & Wine Lounge, Samba Brazilian Steakhouse.
Altre attrazioni erano le Tigri bianche custodite al suo interno e i frequenti spettacoli di artisti internazionali.

## Il casinò
Il casinò del Mirage era dotato di 9290,3 m² di superficie dedicata al gioco d'azzardo in tutte le sue forme tra cui anche tavoli da blackjack. Questi tavoli da gioco sono stati citati nel libro Blackjack Club di Ben Mezrich.